# 베닌 공화국의 국기

베닌 공화국의 국기 비율 2:3

비아프라의 국기 비율 1:2

베닌 공화국의 국기는 검정색과 녹색으로 구성되어 있으며, 검정색이 국기의 3분의 2를 차지한다. 이는 현재는 사라진 비아프라의 국기에서 본떠왔다. 가장 큰 차이점은 비아프라의 국기가 빨간색, 검정색, 녹색의 삼색이라는 것이다. 비아프라의 국기와 마찬가지로 중앙에는 황금빛 떠오르는 태양이 그려져 있지만 그 아래에는 황금색 막대가 없다.

## 같이 보기
- 비아프라의 국기
- 베닌 제국의 국기